# منطقة محمية

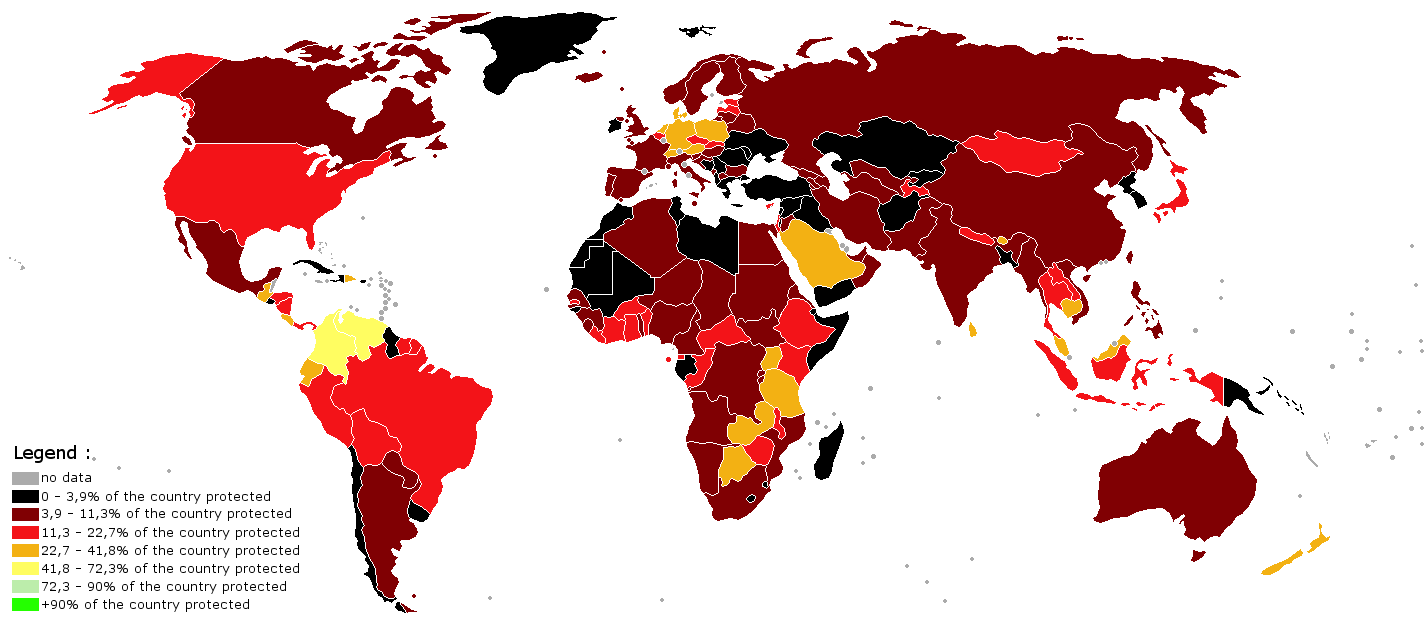
خريطة توضح نسبة الأراضي المحمية لكل دولة.

المناطق المحمية أو مناطق الحفظ هي مواقع تتلقى الحماية بسبب قيمها الطبيعية أو البيئية أو الثقافية المعترف بها. هناك عدة أنواع من المناطق المحمية، والتي تختلف حسب مستوى الحماية اعتمادًا على القوانين التمكينية لكل بلد أو اللوائح الخاصة بالمنظمات الدولية المعنية.
يشمل مصطلح «المنطقة المحمية» أيضًا المناطق البحرية المحمية، والتي تشمل حدودها بعض المناطق المحيطية، والمناطق المحمية عبر الحدود التي تتداخل مع العديد من البلدان التي تزيل الحدود داخل المنطقة لأغراض الحفظ والاقتصاد. هناك أكثر من 161,000 منطقة محمية في العالم (اعتبارًا من أكتوبر 2010) تمثل المناطق المحمية ما بين 10 و15 بالمائة من مساحة سطح الأرض في العالم. على النقيض من ذلك، يتم تضمين 1.17 ٪ فقط من محيطات العالم في المناطق المحمية البحرية في العالم، وعددها 6,800 ~.
تعتبر المناطق المحمية ضرورية للحفاظ على التنوع الحيوي، وتوفر في كثير من الأحيان الموائل والحماية من الصيد للأنواع المهددة بالانقراض. الحماية تساعد على الحفاظ على العمليات البيئية التي لا يمكن البقاء على قيد الحياة في معظم المناظر الطبيعية والمناظر الطبيعية المدارة بشكل مكثف.

## حماية الموارد الطبيعية
هدف المناطق المحمية الحفاظ على التنوع البيولوجي وتوفير طريقة لقياس تقدم هذا الحفظ. عادة ما تشتمل المناطق المحمية على العديد من المناطق الأخرى التي اعتُبرت مهمة لاستخدامات حفظ معينة، مثل المناطق الهامة لحفظ الطيور (آي بي إيه) ومناطق الطيور المتوطنة (إي بي إيه) ومراكز التنوع النباتي (سي بّي دي) والمناطق المحمية التابعة للشعوب الأصلية والمجتمعات المحلية (آي سي سي إيه) وتحالف مواقع الانقراض الصفري (إيه زيد إي) ومجالات التنوع البيولوجي الرئيسية (كاي بي إيه) وغيرها. وبالمثل، يمكن أن تقع منطقة محمية أو شبكة كاملة من المناطق المحمية داخل منطقة جغرافية أكبر تُعرف بمثابة مناطق بيئية برية أو بحرية (انظر، قائمة غلوبل 200)، أو مثلًا مناطق أزمات بيئية. ونتيجة لذلك، يمكن أن تحوي المناطق المحمية مجموعة واسعة من أنواع الإدارة. وفي الواقع، برزت إدارة المناطق المحمية عاملًا حاسمًا في نجاحها.
وبالتالي، إن نطاق الموارد الطبيعية المحمية ضمن منطقة ما هائل. ستُخصص العديد من هذه الموارد في المقام الأول لحفظ الأنواع سواء كانت نباتات أو حيوانات أو العلاقة بينهما، ولكن المناطق المحمية مهمة بشكل مماثل من أجل الحفاظ على المواقع ذات الأهمية الثقافية (الأصلية) والاحتياطيات الكبيرة من الموارد الطبيعية مثل؛
- مخزون الكربون: تمثل انبعاثات الكربون الناتجة عن إزالة الغابات ما يقدر بنحو 20% من انبعاثات الكربون العالمية، لذلك لحماية مخزون الكربون في العالم، تُقلل انبعاثات الغازات الدفيئة ويُمنع تغير الغطاء النباتي على المدى الطويل، ويُشكل ذلك إستراتيجية فعالة في مكافحة الاحتباس الحراري العالمي. من بين جميع مخازن الكربون الأرضي في العالم، يُحفظ 15.2% داخل المناطق المحمية. تمتلك المناطق المحمية في أمريكا الجنوبية 27% من مخزون الكربون في العالم، أعلى نسبة من أي بلد آخر كقيمة مطلقة وكنسبة من إجمالي المخزون.[6]
- الغابات المطيرة: تغطي المناطق المحمية 18.8% من غابات العالم، وتمتلك ستة عشر نوعًا من أنواع الغابات العشرين 10% أو أكثر من المناطق المحمية. من بين 670 منطقة بيئية ذات غطاء حرجي، 54% لديها 10% أو أكثر من الغطاء الحرجي المحمي بموجب الفئات 1 – 4 (آي يو سي إن).[7]
- الجبال: تغطي المناطق المحمية المعينة محليًا 14.3% من المناطق الجبلية في العالم، وشكلت هذه المناطق الجبلية المحمية 32.5% من إجمالي تغطية المناطق المحمية الأرضية في العالم في عام 2009. زادت تغطية المناطق المحمية الجبلية عالميًا بنسبة 21% منذ عام 1990 ومن أصل 198 دولة لديها مناطق جبلية، بقي لدى 43.9% منها أقل من 10% من المناطق الجبلية المحمية.[8]

تُجرى تحديثات سنوية على كل من هذه التحليلات من أجل إجراء مقارنات مع الأهداف الإنمائية الألفية ومن المتوقع إدخال العديد من مجالات التحليل الأخرى في رصد فعالية إدارة المناطق المحمية، مثل المياه العذبة والدراسات البحرية أو الساحلية قيد التنفيذ حاليًا، والجزر والأراضي الجافة قيد التخطيط.

## التحديات
تطرح كيفية إدارة المناطق المحمية بهدف الحفاظ عليها مجموعة من التحديات -سواء في ما يتعلق بالسكان المحليين أو نظم بيئية محددة أو تصميم المحمية نفسها- وبسبب العديد من العناصر غير المتوقعة في القضايا البيئة، تتطلب كل منطقة محمية مجموعة من المبادئ التوجيهية الخاصة بالحالة.
يعد فرض الحدود على المناطق المحمية محاولة مكلفة وتتطلب مجهودًا، خاصة إذا كان تخصيص منطقة محمية جديدة يضع قيودًا جديدة على استخدام الموارد من قبل السكان الأصليين مؤديًا إلى نزوحهم اللاحق. أدى ذلك إلى علاقات مضطربة بين المحافظين على البيئة والمجتمعات الريفية في العديد من المناطق المحمية، والسبب في ذلك أن العديد من محميات الحياة البرية والحدائق الوطنية تواجه التهديد البشري المتمثل في الصيد غير المشروع للحوم الطرائد أو الغنائم التجارية غير المشروعة، والتي يُلجأ إليها كشكل بديل من أشكال الإهمال.
هناك ضغط متزايد لمراعاة الاحتياجات البشرية بشكل مناسب عند إنشاء المناطق المحمية ويجب في بعض الأحيان «مقايضتها» مقابل الحاجة إلى الحفاظ على المنطقة. بينما كانت الحكومات في الماضي تتخذ قرارات في كثير من الأحيان بشأن المناطق المحمية وتبلغ السكان المحليين بعد ذلك، يتحول التركيز اليوم نحو مناقشات أكبر مع أصحاب المصلحة وقرارات مشتركة حول كيفية وضع هذه الأراضي جانبًا وإدارتها. هذه المفاوضات ليست سهلة أبدًا، ولكنها عادةً ما تؤدي إلى نتائج أقوى وأطول أمدًا لكل من المحافظين والناس المحليين.
في بعض البلدان، يمكن إنشاء المناطق المحمية دون الحاجة إلى بنية تحتية وتواصل لتعويض الموارد المستهلكة وحماية المنطقة من الاستثمار أو سوء الاستخدام. يمكن أن يتطلب اجتذاب المناطق المحمية تنظيمًا على مستوى تلبية متطلبات الغذاء والأعلاف والثروة الحيوانية والوقود، والتنفيذ القانوني ليس فقط للمناطق المحمية بحد ذاتها ولكن أيضًا «للمناطق العازلة» المحيطة بها، والتي يمكن أن تساعد في مقاومة زعزعة الاستقرار.